# Henry Leach
Sir Henry Conyers Leach GCB (* 18. November 1923; † 26. April 2011) war ein britischer Flottenadmiral der Royal Navy, der von 1976 bis 1977 Vize-Chef des Verteidigungsstabes (Vice-Chief of the Defence Staff) sowie während des Falklandkrieges Erster Seelord war und der Premierministerin Margaret Thatcher davon überzeugte, dass die Falklandinseln mit militärischen Mitteln zurückgewonnen werden könnten.

## Leben

### Ausbildung und Zweiter Weltkrieg
Leach, Sohn des späteren Kapitän zur See J. C. Leach, trat nach dem Schulbesuch in St. Peter’s Court in Broadstairs 1937 in das Royal Naval College in Dartmouth ein. In den folgenden Jahren diente er auf dem Schlachtschiff Rodney und dem Leichten Kreuzer Edinburgh im Südatlantik und Indischen Ozean, wohingegen seine Verwendung auf dem Schlachtschiff Prince of Wales zurückgenommen wurde, nachdem sein Vater Kommandant dieses Schiffes wurde. Stattdessen wurde er auf den Leichten Kreuzer Mauritius eingesetzt, auf dem er nach der Ausschiffung nach Singapur Peilungsoffizier wurde. Auf diesem Posten erfuhr er, dass sein Vater bei der Torpedierung der Prince of Wales durch die Kaiserlich Japanische Marine am 10. Dezember 1941 im Südchinesischen Meer ums Leben gekommen war.
Danach diente Leach auf dem Zerstörer Sardonyx, ehe er im Oktober 1942 zum Unterleutnant auf dem Schlachtschiff Duke of York, dem Flaggschiff der Home Fleet, eingesetzt wurde und dort den Gefechtsturm A mit vier Kanonen befehligte. Auf diesem Schiff nahm er im Dezember 1943 am Seegefecht vor dem Nordkap vor Norwegen teil, bei dem am 26. Dezember 1943 das Schlachtschiff Scharnhorst versenkt wurde. Im August 1944 wurde er Navigationsoffizier auf dem Zerstörer Javelin und erlebte dort als Diensthabender Offizier am 17. Oktober 1945 eine Meuterei, als das Schiff vor Rhodos vor Anker lag. Leach versah weiterhin seinen Dienst, während andere vor ein Kriegsgericht gestellt und der Kapitän und Erste Offizier ersetzt wurden. Leach selbst wurde daraufhin Erster Offizier unter einem neuen Kapitän.

### Nachkriegsjahre
Danach wurde er auf der Chequers, dem Flaggschiff der Zerstörerflottille eingesetzt, ehe er als Geschützspezialist eine Qualifikation auf der Excellent erhielt und dort im Anschluss Trainingsoffizier für Paraden wurde. Daraufhin wurde er Geschützoffizier bei der Zweiten Minensuch-Flottille im Ägäischen Meer und absolvierte nach seiner Beförderung zum Lieutenant Commander 1952 das Royal Naval Staff College in Greenwich. Anschließend verblieb er acht Monate bei der Marinebrigade in London wegen der Vorbereitung der Krönung von Königin Elisabeth II.
Danach wurde Leach Geschützoffizier beim 5. Kreuzergeschwader im Fernen Osten, wo er auch an letzten Kampfhandlungen im Koreakrieg teilnahm. 1955 nahm er am sogenannten Malayan Emergency, einem Guerillakrieg zwischen dem Commonwealth of Nations und der Malayan National Liberation Army (MNLA) teil und unterstützte auf dem Leichten Kreuzer Newcastle die British Army sowie die Royal Marines. Nach seiner Beförderung zum Fregattenkapitän (Commander) 1955 hatte er maßgeblichen Anteil an der Indienstnahme von Sea Slug, dem ersten Flugabwehrraketensystem der Royal Navy. 1958 heiratete er Mary McCall, die Tochter von Admiral Sir Henry McCall.
Anschließend folgten in rascher Zeit mehrere Verwendungen auf Schiffen sowie an Land, ehe er von 1959 bis 1961 nach einem überstandenen Autounfall, der ihn einige Zeit doppelt sehen ließ, Kommandant des Zerstörers Dunkirk war. Nach seiner Beförderung zum Kapitän zur See war er im 27. Begleitgeschwader zwischen 1965 und 1967 Kommandant der Galatea, einer Fregatte der seit 1959 gebauten Leander-Klasse. Danach nahm er von 1968 bis 1970 als Direktor für Marineplanungen eine Schlüsselstellung im Verteidigungsministerium ein.

### Aufstieg zum Admiral
Während seiner Verwendung als Kommandant des Leichten Flugzeugträgers Albion in den Jahren 1970 und 1971 lernte Leach das Fliegen von Hubschraubern und kehrte anschließend 1971 in das Verteidigungsministerium zurück, in dem er Assistent des Chefs des Marinestabes für Politik wurde. 1974 wurde er Kommandeur der Ersten Flottille mit dem Lenkflugkörperkreuzer Blake als Flaggschiff. Während dieser Zeit erhöhte er auch seine Flugstundenzahl auf Hubschraubern sowie Strahlflugzeugen.
Seine Tätigkeit als stellvertretender Chef des Verteidigungsstabes von 1975 bis 1977 wurde von ihm als Untätigkeit gesehen und in seinen Memoiren nicht erwähnt. Im März 1977 erfolgte seine Beförderung zum Admiral sowie zum Oberkommandierenden der Flotte (Commander-in-Chief Fleet). Er nahm als solcher an zahlreichen Manövern und Paraden wie zum Beispiel auf dem Flugzeugträger Ark Royal anlässlich des fünfundzwanzigjährigen Krönungsjubiläums von Königin Elisabeth II. in Spithead.
Nachdem er bereits 1977 Knight Commander des Order of the Bath wurde und damit den Namenszusatz „Sir“ geführt hatte, wurde ihm 1978 auch das Großkreuz dieses Ordens verliehen.

### Erster Seelord und Falklandkrieg 1982
Im Juli 1979 wurde er durch die neugewählte konservative Regierung von Premierministerin Thatcher zum Ersten Seelord ernannt. Deren Verteidigungsminister Francis Pym empfand er zwar als nett, aber schwach und begrüßte daher die Ernennung von dessen Nachfolger John Nott. Allerdings waren er und Nott uneins, ob die Royal Navy oder das Verteidigungsministerium für die nukleare Abschreckung zahlen sollten. Schließlich erhielt Leach jedoch die Unterstützung durch Marineminister Keith Speed, der daraufhin im Mai 1981 entlassen wurde.
Leach brachte in der Folgezeit Nott zwar von der Verschrottung der britischen Amphibienfahrzeuge ab, konnte andererseits dessen Vorurteile gegen die Flugzeugträger der Invincible-Klasse nicht überwinden.
Am 31. März 1982 kehrte Leach von einem Besuch in Portsmouth nach London zurück, wo er die Berichte des Geheimdienstes und der Operationsabteilung über die Falklandinseln las, die im Verteidigungsministerium kursierten. Der erste Bericht sagte eine bevorstehende militärische Invasion Argentiniens voraus, während der andere schlussfolgerte, dass dagegen nichts getan werden könnte. Leach vertrat eine andere Meinung: Wenn Argentinien die Falklandinseln erobern sollte, wäre es die Aufgabe der Royal Navy diese zurückzuerobern.
Da der Chef des Verteidigungsstabes sich auf dem Rückweg von einem Besuch in Neuseeland befand, suchte Leach – unter Umgehung des amtierenden Chef des Verteidigungsstabes – Verteidigungsminister John Nott im Unterhaus auf, und stellte fest, dass sich dieser mit seinen Beratern im Büro von Premierministerin Thatcher befand, wobei diese unschlüssig über die weitere Vorgehensweise waren. Die nächsten Handlungen führten dazu, dass Leach von Andrew Marr in dessen Dokumentationsserie History of Modern Britain als Margaret Thatchers „Ritter in glänzend goldenen Tressen“ (‚knight in shining gold braid‘) bezeichnet wurde.
Sein Ratschlag war deutlich: die Falklandinseln sollten zurückerobert werden, „weil, wenn wir es nicht tun, oder wir in unseren Handlungen leise treten und nicht vollständigen Erfolg haben, in wenigen Monaten in einem anderen Land leben werden, dessen Wort nur wenig zählt“ (‚Because if we do not, or if we pussyfoot in our actions and do not achieve complete success, in another few months we shall be living in a different country whose word counts for little‘).
Leach erklärte der Premierministerin daraufhin, dass die Schiffe drei Wochen bräuchten, um den Südatlantik zu erreichen. Als er über den Flugzeugträger Ark Royal und dessen Nachfolger befragt wurde, führte er aus, dass sich das ältere Schiff aufgrund einer Entscheidung der Vorgängerregierung in der Abwrackung und sich das neue Schiff im Bau auf der Werft in Barrow-in-Furness befände und frühestens in zwei Jahren fertiggestellt sei. Nichtsdestotrotz schlug er vor, dass die zwei kleineren Flugzeugträger Hermes und Invincible Luftschutz geben sollten, so dass die Falklandinseln zurückerobert und die Operation fortgeführt werden könnte. Dieser Vorschlag wurde von der Premierministerin begrüßt und über das Wochenende eine Task-Force gebildet, die das Auslaufen der Schiffe am 5. April 1982 vorbereitete.
In den folgenden Wochen wurde Leach zu einem Bewunderer der Führungsstärke und Zielstrebigkeit Thatchers. Am 20. Juni 1982 waren die Falklandinseln zurückerobert und der Krieg von Großbritannien für beendet erklärt.
Nach dem Falklandkrieg setzte er sich für die von der Regierung versprochene Ersetzung der im Krieg im Südatlantik vernichteten Schiffe ein, war aber enttäuscht darüber, dass die konservative Regierung weiterhin plante, die Royal Navy zu reduzieren. Ende 1982 wurde er als Flottenadmiral (Admiral of the Fleet) in den Ruhestand verabschiedet. Zu seinen Ehren wurde das Hauptquartier der Royal Navy in Portsmouth in Sir Henry Leach Building benannt.
Zwischen 1983 und 1993 war er Präsident der Vereinigung der Seekadetten. In diesem Amt folgte ihm 1994 Sir Julian Oswald, der ebenfalls Erster Seelord war. Daneben war er von 1983 bis 1998 Vorsitzender von St. Dunstan’s, einer Wohltätigkeitsorganisation für blinde Militärangehörige sowie zwischen 1986 und 1988 Vorsitzender des Royal Navy Club.

## Veröffentlichungen
- Endure no Makeshifts. Some Naval Recollections. Leo Cooper, London 1993, ISBN 0-85052-370-2 (Autobiografie).